# Podgajek-Kolonia
Podgajek-Kolonia – dawna kolonia w Polsce położona w województwie mazowieckim, w powiecie radomskim, w gminie Przytyk.
W latach 1975–1998 miejscowość administracyjnie należała do województwa radomskiego.
Nazwę zniesiono z 2023 r.